# مروان عكاوي
مروان عكاوي (بالإنجليزية: Marwan Akkawi)‏ ولد في 1942، في دمشق، سوريا هو مخرج ومونتير (مُمنتج) أفلام سينمائية سوري، اشتهر بعمله في المونتاج والإخراج مع الثنائي دريد و نهاد، وقام بإخراج الفيلم الكوميدي السياسي إمبراطورية غوار عام 1982، ومن مؤسسي المؤسسة العامة للسينما في سوريا، وهو أول مونتير في سوريا بعدما كانت السينما السورية تعتمد على مونتيرات مصريين ولبنانيين وقد قام بمونتير فيلم سوريا بين القديم والحديث وفاز عنه بجائزة مهرجان برلين الفضية عام 1964
```

```

## حياته وبداياته
ولد في دمشق عام 1942، والده محمد الزعيم كان يعمل في صالات السينما، ومن خلال مهنة والده تعلم مروان الكثير وعمل كمساعد مخرج في بداياته، ثم انضم للمؤسسة العامة للسينما في سوريا مع بدايات تأسيسها، وعمل في في مونتاج الأفلام (مونتير) فكان أول مونتير سوري ولفترة طويلة.

## المهنة
في المونتاج عمل كمونتير في 63 فيلماً طويلاً و24 فيلماً وثائقياً، ومعظم أعداد النشرة الثقافية، إضافة إلى بعض الإعلانات التلفزيونية. وفي الإخراج، أخرج 5 أفلام طويلة، و3 أفلام وثائقية، وساهم بإنتاج 4 أفلام من إنتاجات مشتركة في أوروبا، واحد منها هو فيلم وليمة صيد كان إنتاجاً سورياً بريطانياً ناطقاً بالإنكليزية، من إخراج الراحل نبيل المالح، ولكن لم تكتمل التجربة وتوقف التمويل للفيلم. عمل أيضا كمحاضر في علوم المونتاج السينمائي، وألف عددا من الكتب.

### عمله في سوريا
بدأ العمل عام 1961 كمساعد مخرج مع المخرج جوزيف فهدة الذي شجعه على العمل كمونتير، وكان أول أعماله هو فيلم وثائقي بعنوان سوريا بين القديم والحديث، وفي الأصل فإن الفيلم كان لمخرج يوغسلافي يدعى بوشكو فوتشينيتش، لكنه لم يكمل الفيلم، فقام عكاوي بإنهاء العمليات الفنية الخاصة بالفيلم بإشراف جوزيف فهدة، وقد نالا عنه الجائزة الفضية في مهرجان برلين السينمائي الدولي. بعدها فاز بمنحة لدراسة السينما في بريطانيا، وحاز منها على شهادة في المونتاج السينمائي من معهد السينما والتلفزيون في لندن، بريطانيا. ثم عاد ليعمل في المؤسسة العامة للسينما في سوريا بالإضافة لعمله مع شركات خاصة لإنتاج الأفلام، حتى عام 1975 حين استقال من المؤسسة العامة. كما عمل خلال تلك الفترة في استديو الجيش السوري لمدة أربع سنوات وذلك خلال تأديته الخدمة الإلزامية في الجيش وكان فيه أول أعماله الإخراجية وهو فيلم حربي بعنوان سرب الأبطال. وكان آخر أعماله إخراج ومونتاج فيلم إمبراطورية غوار عام 1982

### عمله في اليونان
كانت اليونان في تلك الفترة من بدايات السينما العربية أحد أهم الاستديوهات للسينما العربية لمصر وسوريا ولبنان وغيرها، وذلك لتقديمها تقنيات لا تتوفر لدى صناع السينما في العالم العربي، ولذلك كانت أولى رحلات عكاوي إلى اليونان للقيام بعمليات فنية لفيلم وثائقي بعنوان (لبنان... لماذا؟) من إخراج جورج شمشون، وفي عام 1982 غادر ليستقر في اليونان بشكل دائم حتى وفاته عام 2020.